# State Parks in Oklahoma
Das ist eine Liste der State Parks im US-Bundesstaat Oklahoma.

## Alphabetische Auflistung
- Alabaster Caverns State Park
- Arrowhead Area at Lake Eufaula State Park
- Beavers Bend State Park
- Bernice Area at Grand Lake State Park
- Black Mesa State Park
- Boiling Springs State Park
- Cherokee Area at Grand Lake State Park
- Cherokee Landing State Park
- Clayton Lake State Park
- Disney Area at Grand Lake State Park
- Fort Cobb State Park
- Foss State Park
- Gloss Mountain State Park
- Great Plains State Park
- Great Salt Plains State Park
- Greenleaf State Park
- Honey Creek Area at Grand Lake State Park
- Hugo Lake State Park
- Keystone State Park
- Lake Eufaula State Park
- Lake Murray State Park
- Lake Texoma State Park
- Lake Thunderbird State Park
- Lake Wister State Park
- Little Blue Area at Grand Lake State Park
- Little Sahara State Park
- McGee Creek State Park
- Natural Falls State Park
- Osage Hills State Park
- Raymond Gary State Park
- Red Rock Canyon State Park
- Robbers Cave State Park
- Roman Nose State Park
- Sequoyah Bay State Park
- Sequoyah State Park
- Snowdale Area at Grand Lake State Park
- Spavinaw Area at Grand Lake State Park
- Talimena State Park
- Tenkiller State Park
- Twin Bridges Area at Grand Lake State Park

## Galerie

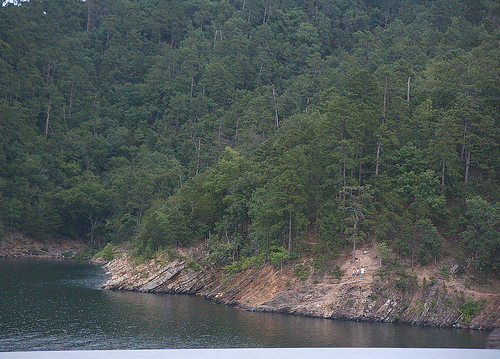
Beavers Bend State Park
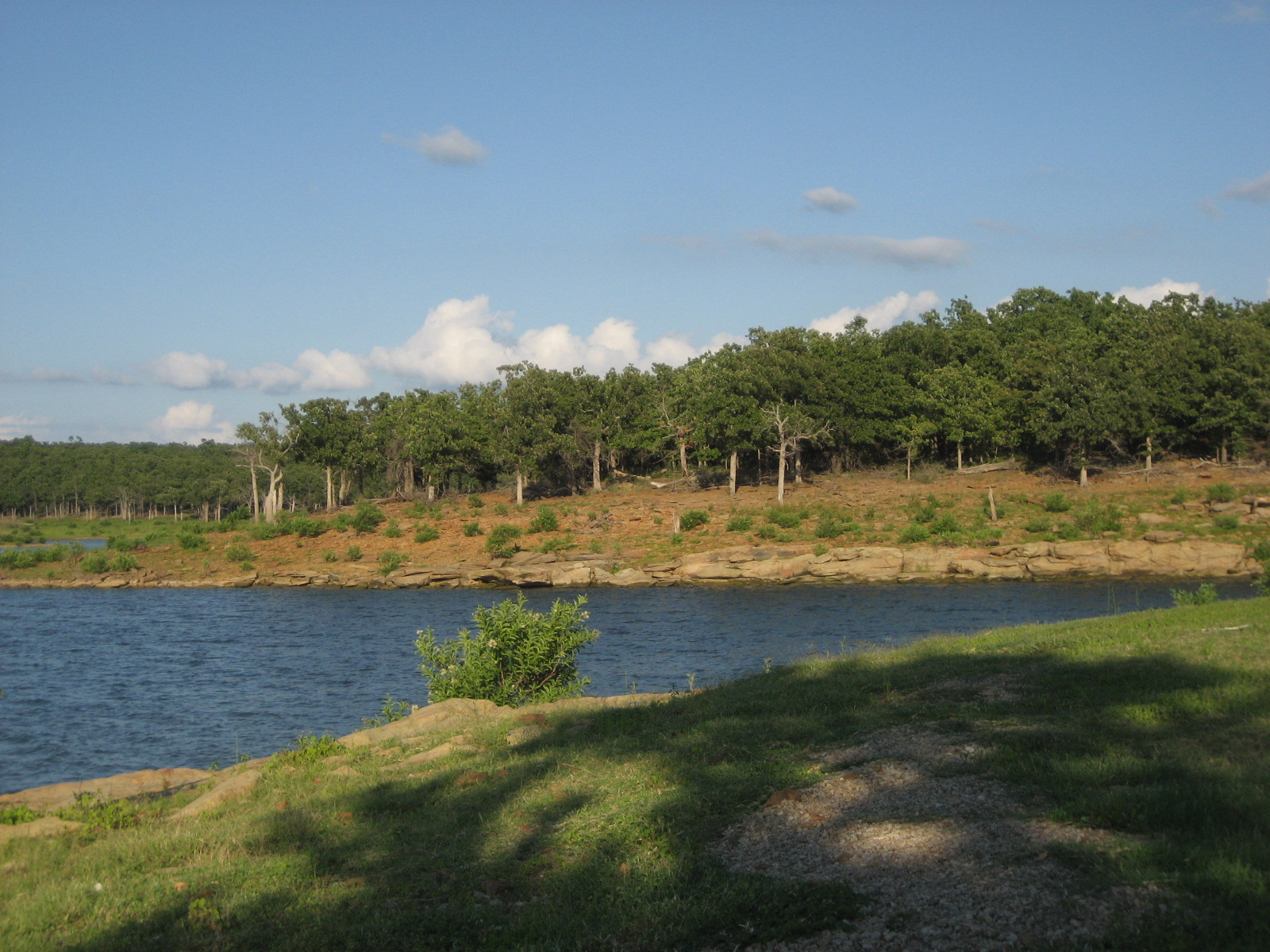
Keystone State Park
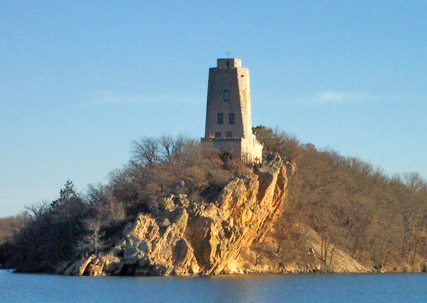
Lake Murray State Park
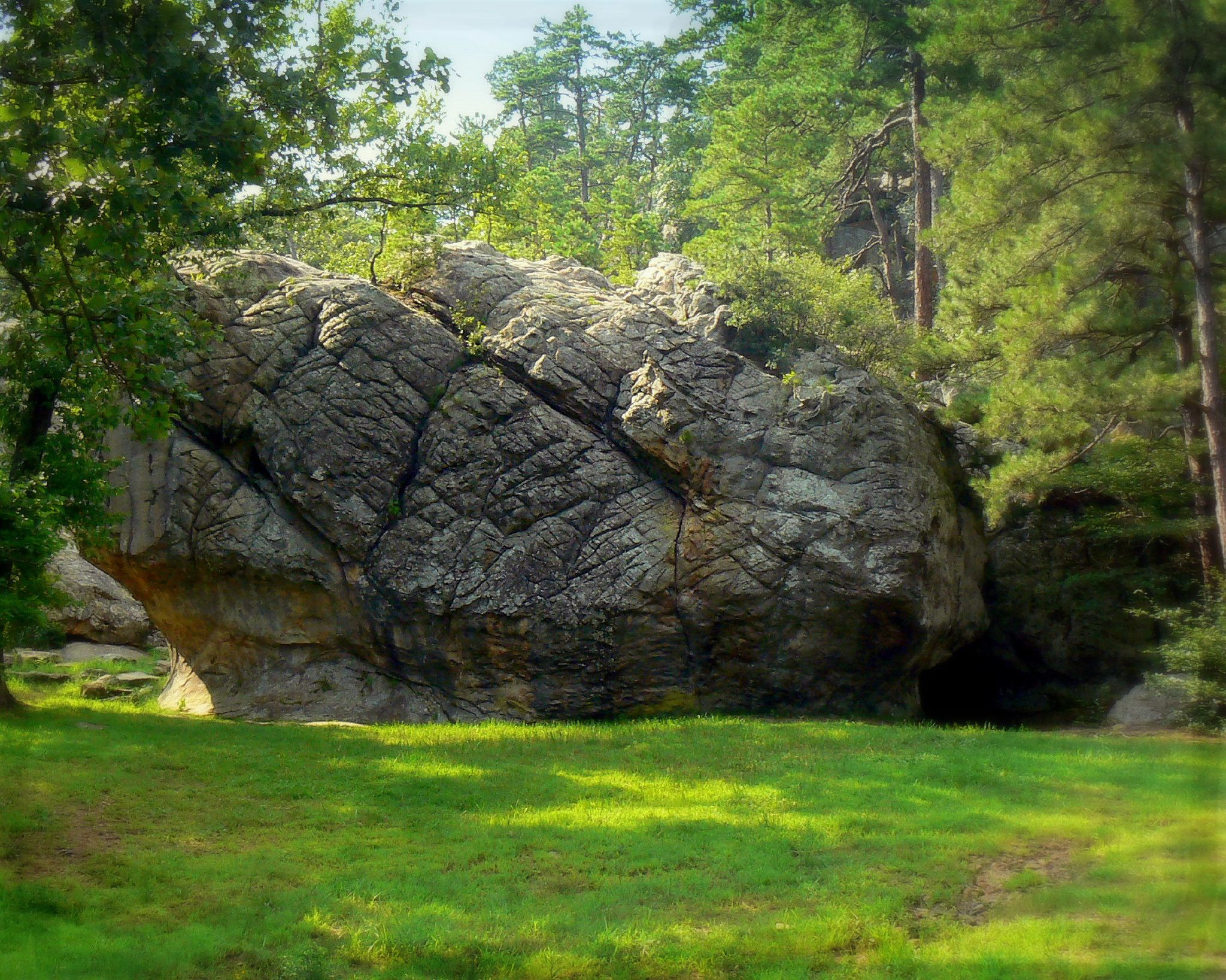
Robbers Cave State Park

## Ehemalige State Parks
- Adair State Park – Adair Park
- Beaver Dunes State Park – Beaver Dunes Park
- Boggy Depot State Park – Boggy Depot Park
- Brushy Lake State Park – Brushy Lake Park
- Crowder Lake State Park – Crowder Lake University Park
- Dripping Springs State Park
- Heavener Runestone State Park – Heavener Runestone Park
- Hochatown State Park
- Lake Eucha State Park / Upper Spavinaw State Park – Lake Eucha Park
- Okmulgee State Park
- Quartz Mountain State Park
- Walnut Creek State Park – Walnut Creek Park
- Wah-Sha-She State Park – Wah-Sha-She Park